# جاك كوبلاند
جاك كوبلاند (بالإنجليزية: Jack Copeland)‏ هو فيلسوف وكاتب ومؤرخ ومؤلف بريطاني ونيوزيلندي، ولد في 1950 في المملكة المتحدة.

## وصلات خارجية
- الموقع الرسمي